# Eriococcus coronillae
Eriococcus coronillae är en insektsart som först beskrevs av Tereznikova 1977.  Eriococcus coronillae ingår i släktet Eriococcus och familjen filtsköldlöss. Inga underarter finns listade i Catalogue of Life.